# Pericardite
Pericardite é a inflamação do pericárdio, o invólucro de tecido fibroso que envolve o coração. O sintoma mais comum é dor no peito intensa de aparecimento súbito. A dor pode também ser sentida nos ombros, pescoço ou costas. A dor geralmente é menos forte quando se permanece em pé e mais intensa quando se está deitado ou ao respirar profundamente. Entre outros possíveis sintomas estão febre, fraqueza, palpitações e falta de ar. Em alguns casos os sintomas manifestam-se de forma gradual.
Acredita-se que a causa mais comum de pericardite sejam infeções virais. Entre outras possíveis causas estão infeções bacterianas como a tuberculose, pericardite urémica, sequelas de um enfarte do miocárdio, cancro, doenças autoimunes e trauma torácico. Em muitos casos desconhecem-se as causas exatas. O diagnóstico baseia-se na presença de dor no peito, na auscultação de atrito pericárdico, em determinadas alterações do electrocardiograma e na presença de líquido em volta do coração. Entre outras condições que produzem sintomas semelhantes está o enfarte do miocárdio.
Na maior parte dos casos, o tratamento consiste na administração de anti-inflamatórios não esteroides e possivelmente colchicina. Nos casos em que não são apropriados podem ser administrados corticosteroides. Geralmente os sintomas melhoram ao fim de alguns dias ou semanas, embora em alguns casos possam demorar meses a passar. Entre as possíveis complicações estão o tamponamento cardíaco, miocardite e pericardite constritiva.
A pericardite é uma causa relativamente pouco comum de dor no peito. Em cada ano, a doença afeta cerca de 3 em cada 10 000 pessoas. A doença é mais comum entre homens entre os 20 e os 50 anos de idade. Cerca de 30% das pessoas afetadas manifesta mais de um episódio.

## Classificação
A pericardite é ainda classificada de acordo com a composição do exsudado inflamatório: seroso, purulento, fibrinoso, caseoso ou hemorrágico.
A pericardite aguda é mais comum que a pericardite crônica, podendo ocorrer como uma complicação de infecções, doenças imunológicas ou ataque cardíaco.

## Sinais e sintomas
Os possíveis sinais e sintomas incluem:
- Dor torácica que irradia para as pescoço, braços e ombros e é aliviada ao se sentar inclinado para frente.
- Pode ser uma dor aguda de tipo perfurante, aperto ou queimação.
- A dor aumenta com a respiração profunda, ao tossir e ao deitar.
- Quando a causa é uma infecção outros sintomas da pericardite podem incluir tosse seca e febre.
- Respiração acelerada (taquipneia),
- Fadiga,
- Ansiedade,
- Dificuldade para engolir (disfagia).

A pericardite pode ser erroneamente diagnosticada como um infarto do miocárdio, e vice-versa.
O sinal médico clássico da pericardite é um atrito de fricção pericárdica ouvido abaixo do esterno. Outros sinais incluem elevação-ST e depressão-PR no eletrocardiograma.

## Causas
Dentre as diversas possíveis causas estão:
- Infecção viral, especialmente pelo vírus Coxsackie (mais comum em crianças), citomegalovírus, herpesvírus ou HIV
- Infecção bacteriana, especialmente pelo bacilo da tuberculose ou pneumococos.
- Infecção fúngica
- Doenças imunológicas, incluindo o lúpus eritematoso (mais comum entre as mulheres)
- Após Infarto do miocárdio (síndrome de Dressler)
- Artrite reumatoide
- Trauma ao coração, resultando em infecção ou inflamação.
- Uremia por Insuficiência renal
- Efeito colateral de alguns medicamentos incluindo procainamida, hidralazina, fenitoína, isoniazida e algumas drogas usadas para tratar o câncer ou suprimir o sistema imunológico
- Radiação

## Tratamento
O tratamento da pericardite viral faz-se através da administração de drogas anti-inflamatórias não esteróides. Os casos mais graves podem necessitar de:
- pericardiocentese (drenar o líquido do pericárdio)
- antibióticos (em caso de infecção bacteriana)
- antimicóticos (em caso de infecção fúngica)
- diuréticos (para eliminar o excesso de líquido)
- esteróides
- colchicina
- cirurgia